# Ашленд (Огайо)
Ашленд (англ. Ashland) — город в одноимённом округе, штат Огайо, США.

## География
Город имеет общую площадь 29,1 км², в том числе 28,9 км² (99,47 %) — суша и 0,16 км² (0,53 %) — вода. В 2009 году население города составляло 21 741 человек.
В городе насчитывается 137,8 км улиц, одна больница, одна пожарная станция, один полицейский участок и пять парков.

## История
Изначально Ашленд носил название Юнионтаун, однако его пришлось переименовать, так как в штате уже был одноимённый город. Новое название предложил конгрессмен Генри Клей (так же называлось его ранчо в Кентукки). Город был инкорпорирован в 1916 году.

## Демография
| Год переписи | Нас.  |  | %±    |
| ------------ | ----- |  | ----- |
| 1850         | 1264  |  | —     |
| 1860         | 1748  |  | 38,3% |
| 1870         | 2601  |  | 48,8% |
| 1880         | 3004  |  | 15,5% |
| 1890         | 3568  |  | 18,8% |
| 1900         | 4087  |  | 14,5% |
| 1910         | 6795  |  | 66,3% |
| 1920         | 9249  |  | 36,1% |
| 1930         | 11141 |  | 20,5% |
| 1940         | 12453 |  | 11,8% |
| 1950         | 14287 |  | 14,7% |
| 1960         | 17419 |  | 21,9% |
| 1970         | 19872 |  | 14,1% |
| 1980         | 20252 |  | 1,9%  |
| 1990         | 20079 |  | −0,9% |
| 2000         | 21249 |  | 5,8%  |
| 2009         | 21741 |  | 2,3%  |
| 2010         | 21780 |  | 0,2%  |

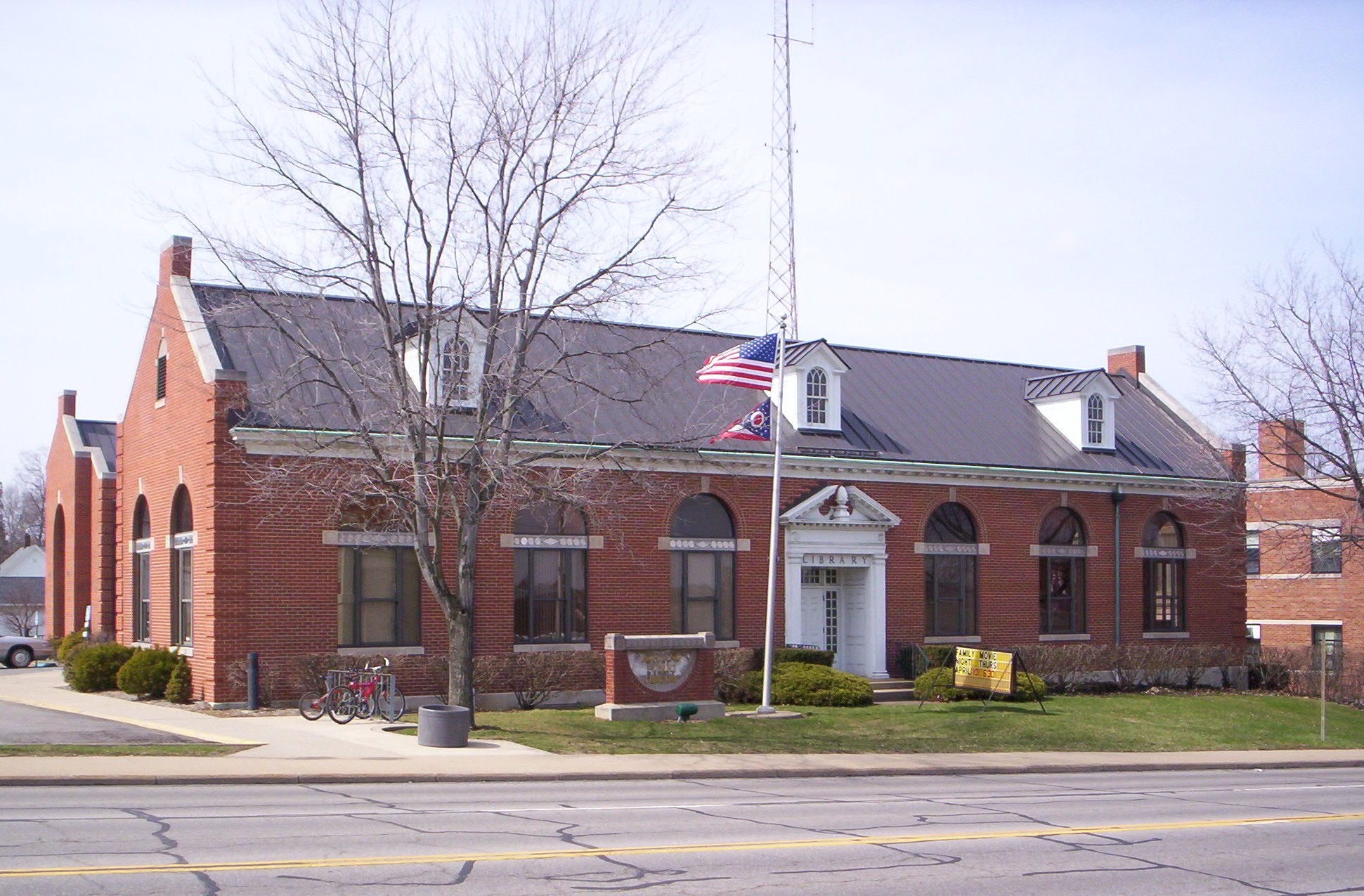
Библиотека

По данным переписи населения 2000 года в Ашленде проживало 21 249 человек, 8327 семей. Средняя плотность населения составляла около 791,9 человек на один квадратный километр. Расовый состав Ашленда по данным переписи распределился следующим образом: 96,35 % белых, 1,19 % — чёрных или афроамериканцев, 0,13 % — коренных американцев, 1,05 % — азиатов, 0,05 % — выходцев с тихоокеанских островов, 0,91 % — представителей смешанных рас, 0,32 % — других народностей. Испаноговорящие составили 0,85 % от всех жителей города.
Из 8327 домашних хозяйств в 29,1 % — воспитывали детей в возрасте до 18 лет, 48,3 % представляли собой совместно проживающие супружеские пары, в 11,4 % семей женщины проживали без мужей, 36,8 % не имели семей. 31,8 % от общего числа семей на момент переписи жили самостоятельно, при этом 13,8 % составили одинокие пожилые люди в возрасте 65 лет и старше. Средний размер домашнего хозяйства составил 2,32 человек, а средний размер семьи — 2,92 человек.
Население города по возрастному диапазону по данным переписи 2000 года распределилось следующим образом: 22,6 % — жители младше 18 лет, 15,4 % — между 18 и 24 годами, 25,1 % — от 25 до 44 лет, 20,3 % — от 45 до 64 лет и 16,6 % — в возрасте 65 лет и старше. Средний возраст жителей составил 35 лет. На каждые 100 женщин в Ашленде приходилось 87,2 мужчин, при этом на каждые сто женщин 18 лет и старше приходилось 82,0 мужчин также старше 18 лет.
Средний доход на одно домашнее хозяйство в городе составил 34 250 долларов США, а средний доход на одну семью — 42 755 долларов. При этом мужчины имели средний доход в 33 634 долларов США в год против 21 781 долларов среднегодового дохода у женщин. Доход на душу населения в городе составил 16 760 доллара в год. 7,9 % от всего числа семей в городе и 10,5 % от всей численности населения находилось на момент переписи населения за чертой бедности, при этом 13,7 % из них были моложе 18 лет и 9,1 % — в возрасте 65 лет и старше.

## Руководство
Город управляется мэром и городским советом, в который входят пять человек.

## Транспорт
В 5,6 км к северо-востоку от делового центра Ашленда расположен Аэропорт округа Ашленд.